# Krunodiplophyllum squarrosum
Krunodiplophyllum squarrosum là một loài rêu tản trong họ Scapaniaceae. Loài này được (Stephani) Grolle miêu tả khoa học lần đầu tiên năm 1965.